# Rony Roeland
Rony Roeland (18 februari 1955) is een Belgische schrijver van misdaadverhalen. 

## Levenloop
Rony Roeland werd in 1955 geboren en groeide op in Sint-Gillis-Waas. Hij leest graag boeken en nam zich als jonge dertiger al voor er ooit zelf één te schrijven. Beroepsmatig was Roeland actief als verzekeringsmakelaar. Eens op pensioen vond hij de nodige tijd om zijn schrijversdroom te realiseren. Hij debuteerde begin 2018, op de leeftijd van 63, met zijn misdaadroman Aan de rand van de toekomst. In zijn romans gaat hij net als zijn voorbeeld Cyriel Buysse geen controverse uit de weg en voorziet hij zijn verhalen regelmatig van de nodige humor en een vleugje erotiek.
Roeland is de bedenker van het personage Ludo Deckers, een hoofdinspecteur bij de Antwerpse politie. 
Samen met zijn jeugdvriend en dorpsgenoot Dirk Thyssen, schreef hij Brieven uit Congo. Dit verhaal is deels gebaseerd op brieven van twee Waalse zussen, die Thyssen in de jaren 90 tijdens zijn job als markeerder in de haven van Antwerpen in een kist ontdekte.

## Trivia
- Hij is sinds de oprichting lid van het Cyriel Buyssegenootschap.